# Cờ Thánh giá Bắc Âu

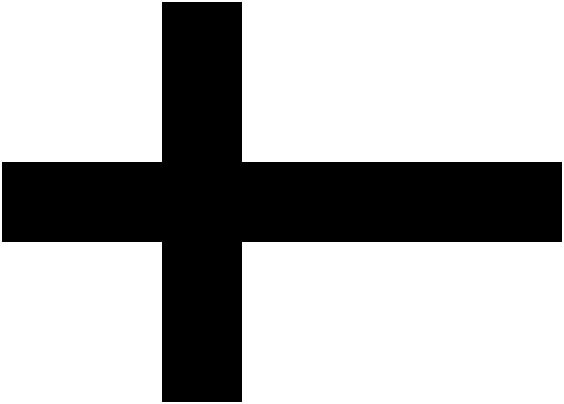
Thánh giá Bắc Âu/Scandinavia

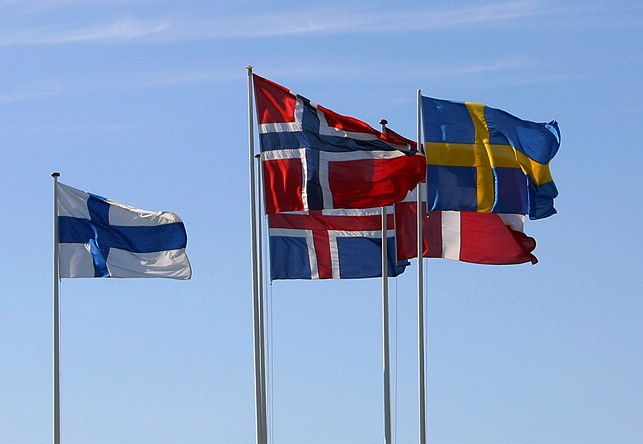
Cờ các nước Bắc Âu, từ trái sang phải: những lá cờ của quốc gia Phần Lan, Iceland, Na Uy, Thụy Điển và Đan Mạch.

Một số quốc kỳ các quốc gia Bắc Âu sử dụng ở vùng phía Bắc châu Âu, từ trái sang phải
Hàng trên: Iceland, Quần đảo Faroe, Orkney, Shetland, Na Uy, Thụy Điển, Åland, Phần Lan;
Hàng dưới: Yorkshire West Riding, Đan Mạch, Scania.

Cờ Thánh giá Bắc Âu mô tả một số cờ mang thiết kế Thánh giá Bắc Âu hoặc Scandinavia, một biểu tượng chữ thập trong một nền chữ nhật, với trung tâm của cây thánh giá nằm gần về phía cán cờ.
Tất cả các nước Bắc Âu đều sử dụng những lá cờ này trong thời kỳ hiện đại, và trong khi Thánh giá Scandinavia được đặt tên cho việc sử dụng nó trong các quốc kì của các quốc gia Scandinavia, thuật ngữ này được các nhà nghiên cứu về cờ sử dụng rộng rãi trong tài liệu tham khảo không chỉ các lá cờ của các nước Bắc Âu.
Thiết kế thánh giá đại diện cho Cơ đốc giáo, và sự dịch chuyển đặc trưng từ tâm lá cờ về phía cán cờ mang tính cận đại, lần đầu tiên mô tả cờ dân sự Đan Mạch (Koffardiflaget) cho các tàu buôn trong một quy định ngày 11 tháng 6 năm 1748, trong đó xác định sự dịch chuyển của tâm thánh giá về phía cán cờ là "hai phần nền đầu tiên phải có dạng hình vuông và hai phần nền bên ngoài phải có tỉ lệ các cạnh là 6/4." Thiết kế của Đan Mạch đã được tiếp nhận cho các lá cờ của Na Uy (cờ dân sự năm 1821) và Thụy Điển (1906), cả hai đều bắt nguồn từ một cờ dân sự chung được sử dụng trong Liên minh Thụy Điển - Na Uy trong những năm 1818-1844, cũng như Iceland (1915) và Phần Lan (1917); một số phân khu của các quốc gia này sử dụng nó như cảm hứng cho các lá cờ của họ. Quốc kỳ của Na Uy là cờ Thánh giá Bắc Âu đầu tiên có ba màu. Tất cả các lá cờ Bắc Âu đều có thể được treo dưới dạng cờ hiệu đuôi nhọn.

## Các lá cờ của các quốc gia Bắc Âu
Lưu ý rằng một số trong những lá cờ này mang tính lịch sử. Đồng thời lưu ý rằng tỷ lệ lá cờ có thể khác nhau giữa các lá cờ khác nhau và đôi khi là cả giữa các phiên bản khác nhau của cùng một lá cờ.
Quốc kỳ Greenland là lá cờ duy nhất của một quốc gia hoặc lãnh thổ Bắc Âu không có Thánh giá Bắc Âu. Khi Greenland giành được quyền tự trị, lá cờ hiện nay - với một thiết kế đồ hoạ độc đáo của Greenland - được chấp nhận vào tháng 6 năm 1985, với mười bốn phiếu thuận so với mười một phiếu chống ủng hộ một phiên bản Thánh giá Bắc Âu xanh lá và trắng.

### Đan Mạch

Quốc kỳ của Đan Mạch (1748)
Cờ chính phủ Đan Mạch (thế kỷ 17)
Hiệu kỳ Hải quân Đan Mạch (thế kỷ 17). Chú ý màu kraprød đậm hơn (1939).
Quốc kỳ của Quần đảo Faroe (1919)

### Phần Lan

Quốc kỳ Phần Lan (1918)
Cờ chính phủ Phần Lan (1978)
Quân kỳ và Hiệu kỳ Hải quân Phần Lan (1918)
Cờ của Tổng thống Phần Lan, với Thập tự Tự do ở góc phần tư phía trên gần cán cờ (canton) (1978)
Hiệu kỳ câu lạc bộ yacht Phần Lan. Biểu tượng câu lạc bộ được chấp nhận ở góc phần tư phía trên gần cán cờ (1919)
Quốc kỳ của Åland (1954)

### Iceland

Quốc kỳ Iceland
Cờ chính phủ Iceland
Cờ của Tổng thống Iceland
Cờ của Cơ quan Hải quan Iceland

### Na Uy

Quốc kỳ Na Uy 1821–1844 và 1899–nay
Hiệu kỳ Hải quân Na Uy từ 1905, cờ chính phủ dân sự từ 1899.
Quốc kỳ Na Uy trong quá khứ (1814–1821).
Hiệu kỳ hải quân và quân kỳ phổ biến của Thụy Điển và Na Uy từ 1815 tới 1844.
Cờ thương nhân Na Uy 1844–1898 với huy hiệu liên minh đại diện cho liên minh với Thụy Điển.
Hiệu kỳ hải quân và cờ chính phủ của Na Uy 1844–1905.

### Thụy Điển

Quốc kỳ Thụy Điển
Hiệu kỳ hải quân Thụy Điển
Hiệu kỳ hoàng gia Thụy Điển với Đại quốc huy, sử dụng bởi Vua Thụy Điển
Hiệu kỳ hoàng gia Thụy Điển với Tiểu quốc huy (hoàng gia sử dụng Đại quốc huy)
Quốc kỳ Thụy Điển 1844–1905 đại diện cho liên minh với Na Uy
Cờ của tỉnh Scania và Skåneland

### Liên minh Kalmar
Quốc kỳ trong lịch sử của Liên minh Kalmar, thống nhất Đan Mạch, Thụy Điển và Na Uy từ 1397 tới 1523. Không có bằng chứng nào về hình ảnh của Quốc kỳ Liên minh Kalmar. Lá cờ xuất hiện ở đây là một sự tái tạo dựa trên các tài liệu tham khảo trong lá thư năm 1430 của vua Eric xứ Pomerania.

## Cờ Bắc Âu không chính thức
Những lá cờ này hoặc không được sử dụng chính thức, hoặc đại diện cho các thực thể tư nhân khác. Chúng không được chính thức thông qua và việc sử dụng chúng vẫn còn hạn chế.

Cờ không chính thức của Bornholm (1970s)
Đề xuất cho cờ của Jutland, được thiết kế bởi nghệ sĩ Per Kramer (1975)[6] (không có ghi chép về sử dụng thực tế)
Một đề xuất khác cho cờ của Jutland, có từ năm 1972 (không sử dụng)
Đề xuất cho quốc kỳ Greenland, do Sven Tito Achen thiết kế vào năm 1984. Bị từ chối do sự lựa chọn lá cờ không có Thánh giá Bắc Âu.
Cờ không chính thức đại diện cho khu vực thiểu số nói tiếng Thuỵ Điển ở Phần Lan. Được treo cùng với Quốc kỳ Phần Lan (1902)
Quốc kỳ không chính thức trước đây của Iceland (k. 1900)
Đề xuất cho Quốc kỳ Iceland, được thiết kế năm 1914 bởi Magnús Þórðarson
Cờ của đảng phát xít Na Uy Nasjonal Samling 1933–1945.
Cờ không chính thức của khu vực thiểu số nói tiếng Phần Lan ở Thuỵ Điển
Cờ của vùng Vendsyssel, Đan Mạch
Cờ không chính thức của Norrland, vùng đất cực Bắc của Thụy Điển

## Cờ Thánh giá Bắc Âu bên ngoài khu vực Bắc Âu

### Baltic

Quốc kỳ trong thời gian ngắn của Công quốc Liên hiệp Baltic (1918)[7]

#### Estonia

Cờ của Pärnu, Estonia
Cờ của Koigi Parish
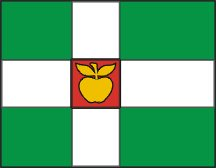
Cờ của Türi Parish
Đề xuất cho quốc kỳ Estonia.
Đề xuất cho quốc kỳ Estonia.
Đề xuất cho quốc kỳ Estonia.
- Đề xuất cho quốc kỳ Estonia (1919).

#### Latvia

Cờ của Alūksne, Latvia
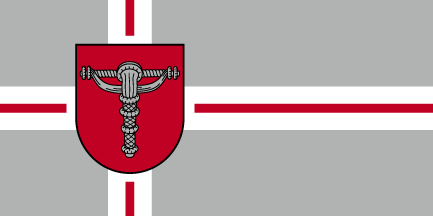
Cờ của Grobiņa Municipality, Latvia
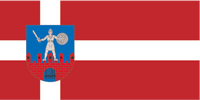
Cờ của Cēsis, Latvia
Cờ của Ventspils, Latvia
Cờ của Tỉnh Ventspils, Latvia

### Đức
Những lá cờ của Bắc Âu được thiết kế tương tự như các lá cờ của Đan Mạch, Thụy Điển và Na Uy đã được đề xuất như là lá cờ quốc gia của Đức trong cả hai năm 1919 và 1948, tương ứng sau Thế chiến I và Thế chiến II. Ngày nay, Thánh giá Bắc Âu là một đặc trưng trong một số lá cờ hoặc huy hiệu của thành phố và hạt.

Hội Huynh đệ Teuton và quốc gia của họ
Cờ của vua Đan Mạch, sử dụng với tư cách Công tước xứ Holstein, Schleswig và Lauenburg. Ba tước vị công tước này đã được nhượng lại cho Áo và Phổ năm 1864 sau Chiến tranh Schleswig lần thứ hai.[8]
Cờ dân sự của Oldenburg[9]
Hiệu kỳ hải quân liên bang Bắc Đức trong quá khứ (1867–71), Reichskriegsflagge
Quân kỳ trong quá khứ của Đức Quốc xã (1938–1945), hiện nay bị cấm ở Đức
Cờ của Vùng bảo hộ Saar, Đức
Đề xuất cho quốc kỳ của Đức, k. 1919.
Đề xuất lá cờ cho Âm mưu 20 tháng 7 chống lại Hitler
Đề xuất cho quốc kỳ của Tây Đức (1948)

### Hà Lan

Cờ của Aldtsjerk
Cờ của Bedum
Cờ của Gemert-Bakel
Cờ của Gulpen-Wittem
Cờ của Hof van Twente
Cờ của Houten
Cờ của Kapelle
Cờ của Noordoostpolder
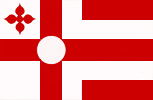
Cờ của Rosmalen
Cờ của Skarsterlân
Cờ của Tilburg
Cờ của Utrechtse Heuvelrug
Cờ của Vlagtwedde
Cờ của Werkendam
Cờ của Weststellingwerf
Cờ của Wierden

### Vương quốc Anh
Một số lá cờ cho các địa phương ở Vương quốc Anh (chủ yếu là Scotland) được dựa trên các thiết kế Thánh giá Bắc Âu, nhằm phản ánh di sản Scandinavia được giới thiệu đến Quần đảo Anh trong thời đại Viking và trong suốt Trung kỳ Trung Cổ.

Cờ của Shetland (2005)
Cờ của Orkney (2007)
Cờ của Caithness (2016)
Cờ của Yorkshire West Riding (2013)
Thánh giá của St Magnus, cờ không chính thức trong quá khứ của Orkney (thập niên 1990)
Cờ của đảo Nam Uist (được chính thức thông qua năm 2017)[10]
Đảo Barra (báo cáo thập niên 2000)[11]
Cờ của Devon

### Brazil

Cờ của thành phố São Paulo
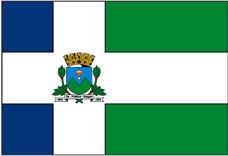
Cờ của Areias, bang São Paulo
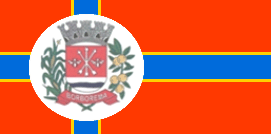
Cờ của Borborema, bang São Paulo
Cờ của Carmo do Paranaíba, Minas Gerais
Cờ của Chapadinha, Maranhão
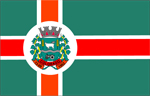
Cờ của Colorado, Rio Grande do Sul
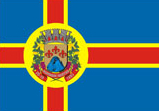
Cờ của Domingos Martins, Espírito Santo
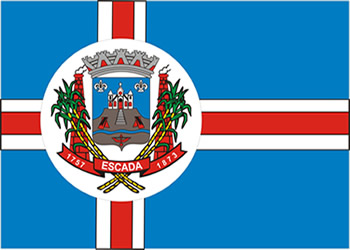
Cờ của Escada, Pernambuco
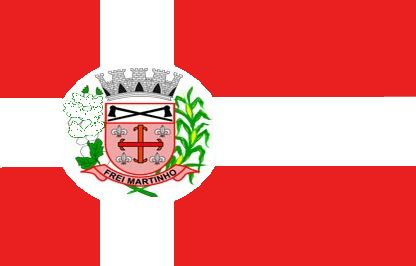
Cờ của Frei Martinho, Paraíba
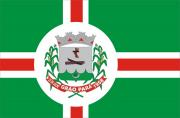
Cờ của Grão Pará, Santa Catarina
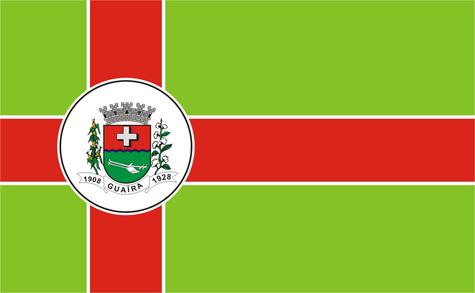
Cờ của Guaíra, bang São Paulo
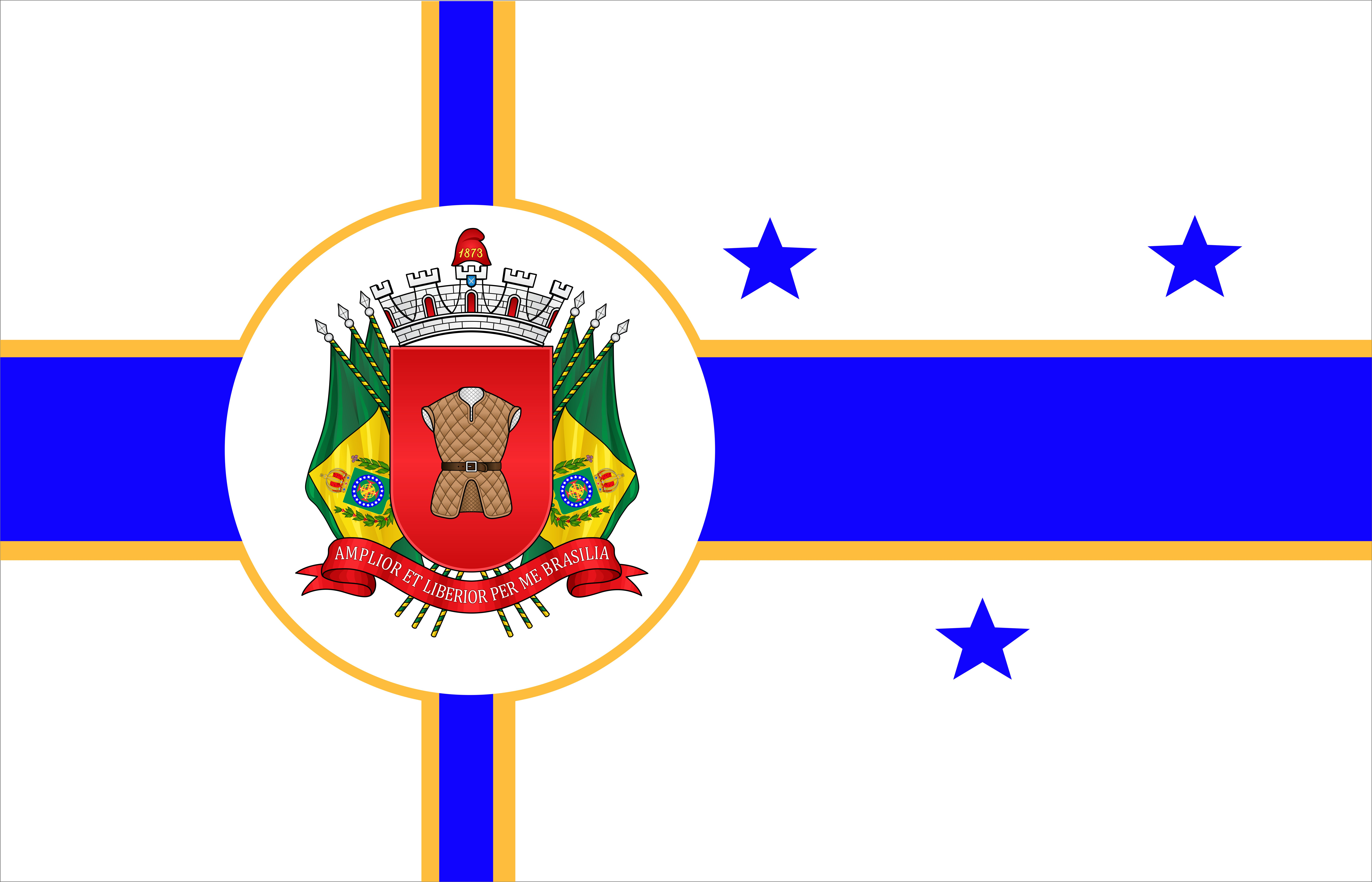
Cờ của Itu, bang São Paulo
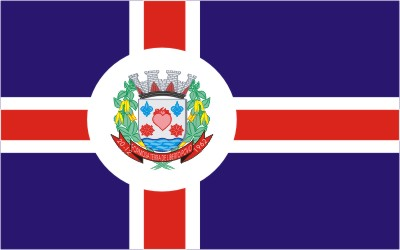
Cờ của Lagoa Formosa, Minas Gerais
Cờ của Nova Era, Minas Gerais
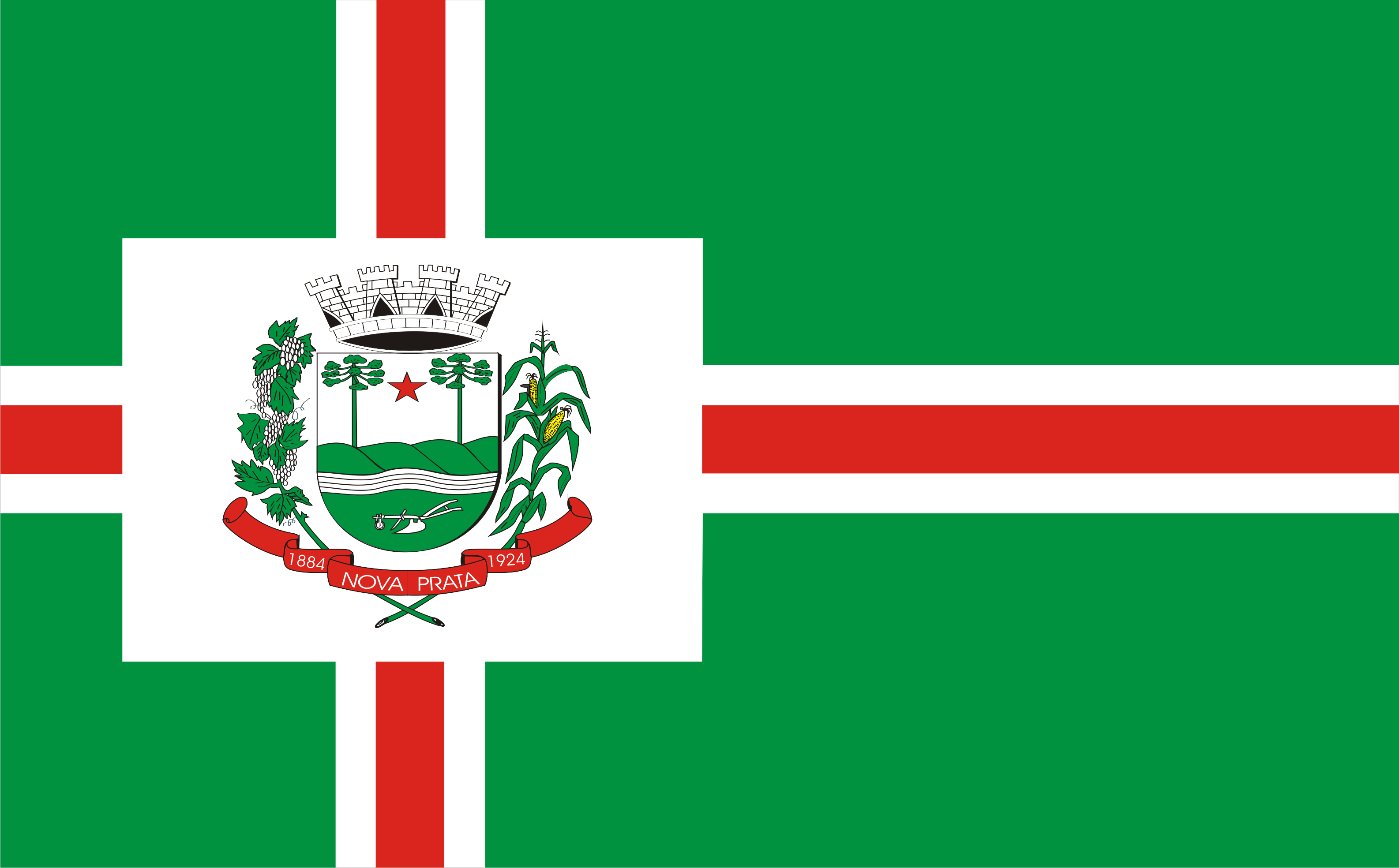
Cờ của Nova Prata, Rio Grande do Sul
Cờ của Palotina, Pará
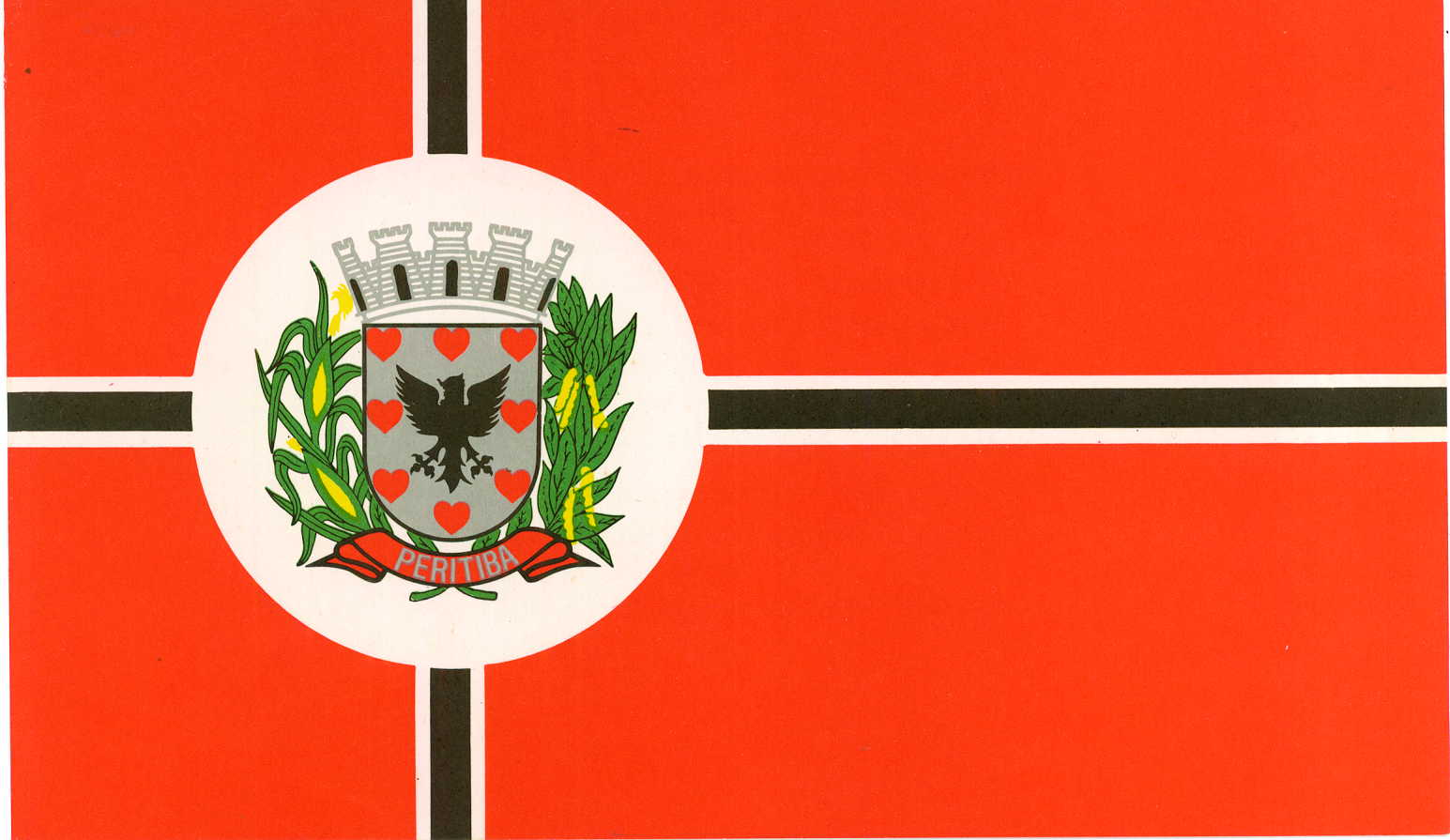
Cờ của Peritiba, Santa Catarina
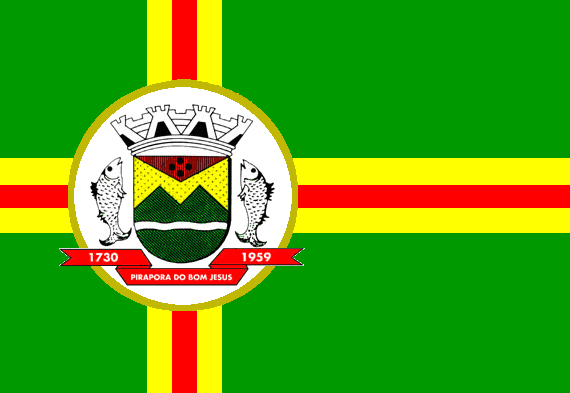
Cờ của Pirapora do Bom Jesus, bang São Paulo
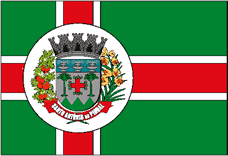
Cờ của Santo Antônio do Pinhal, bang São Paulo
Cờ của Santo Cristo, Rio Grande do Sul
Cờ của Vinhedo, bang São Paulo

### Hoa Kỳ/Puerto Rico

Cờ của Bayamón, Puerto Rico
Cờ của Little Rock, Arkansas
Cờ chiến dịch của Đảng Độc lập Puerto Rico
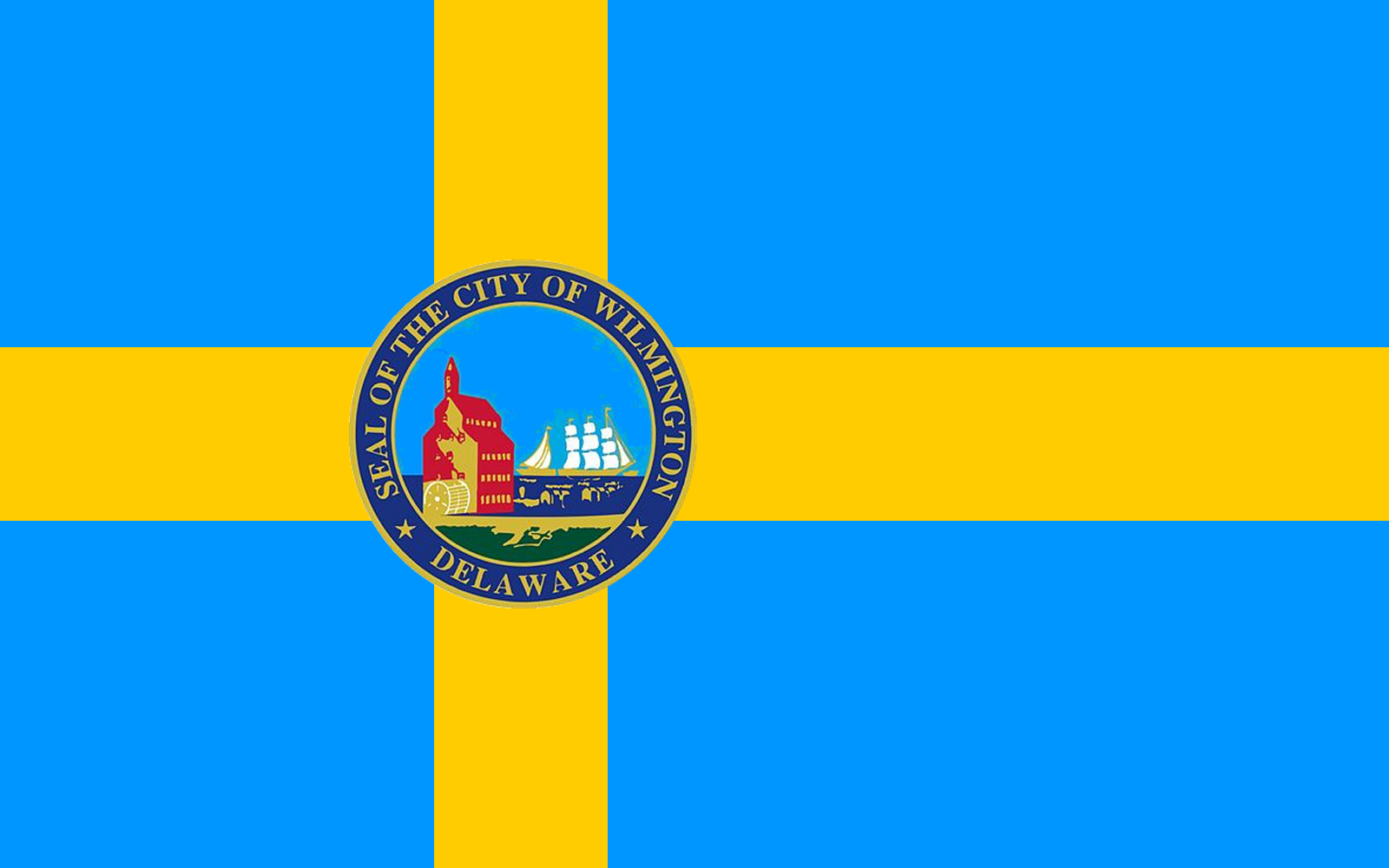
Cờ của Wilmington, Delaware

### Khác

Cờ của Bleimor, một tổ chức hướng đạo sinh của người Breton trong quá khứ ở Pháp
Đề xuất cho quốc kỳ Belarus (1992)
Cờ của Pula, Croatia
Cờ của Calais, Pháp
Cờ của Chính thống giáo Georgia
Hiệu kì Hoàng gia của Hy Lạp (1863). (George I cũng là một hoàng tử của Đan Mạch.
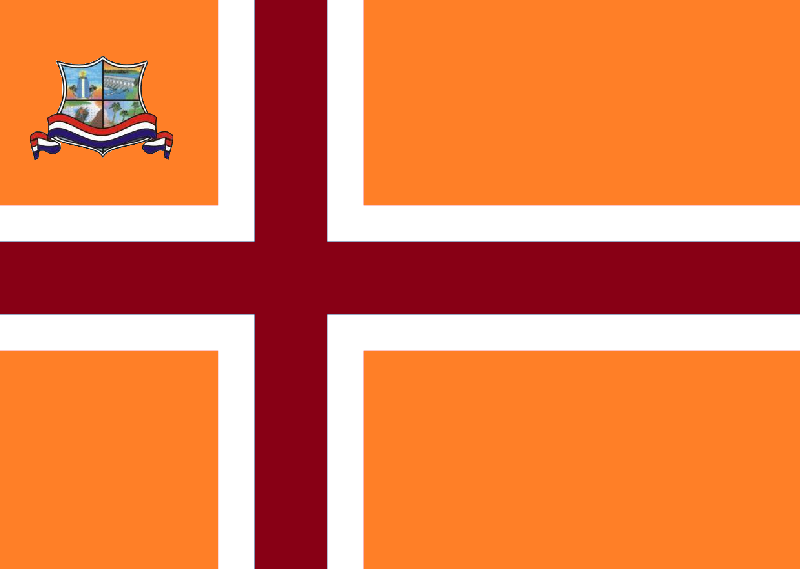
Cờ của Hernandarias, Paraguay
Cờ của Ladonia (vi quốc gia)
Cờ của Stavropol Krai, Nga
Hiệu kì hải quân của Nam Phi (1952–1981)
Hiệu kì hải quân của Tonga
Cờ thay thế của Tudela, Navarre, Tây Ban Nha
Cờ của Tbilisi, Georgia
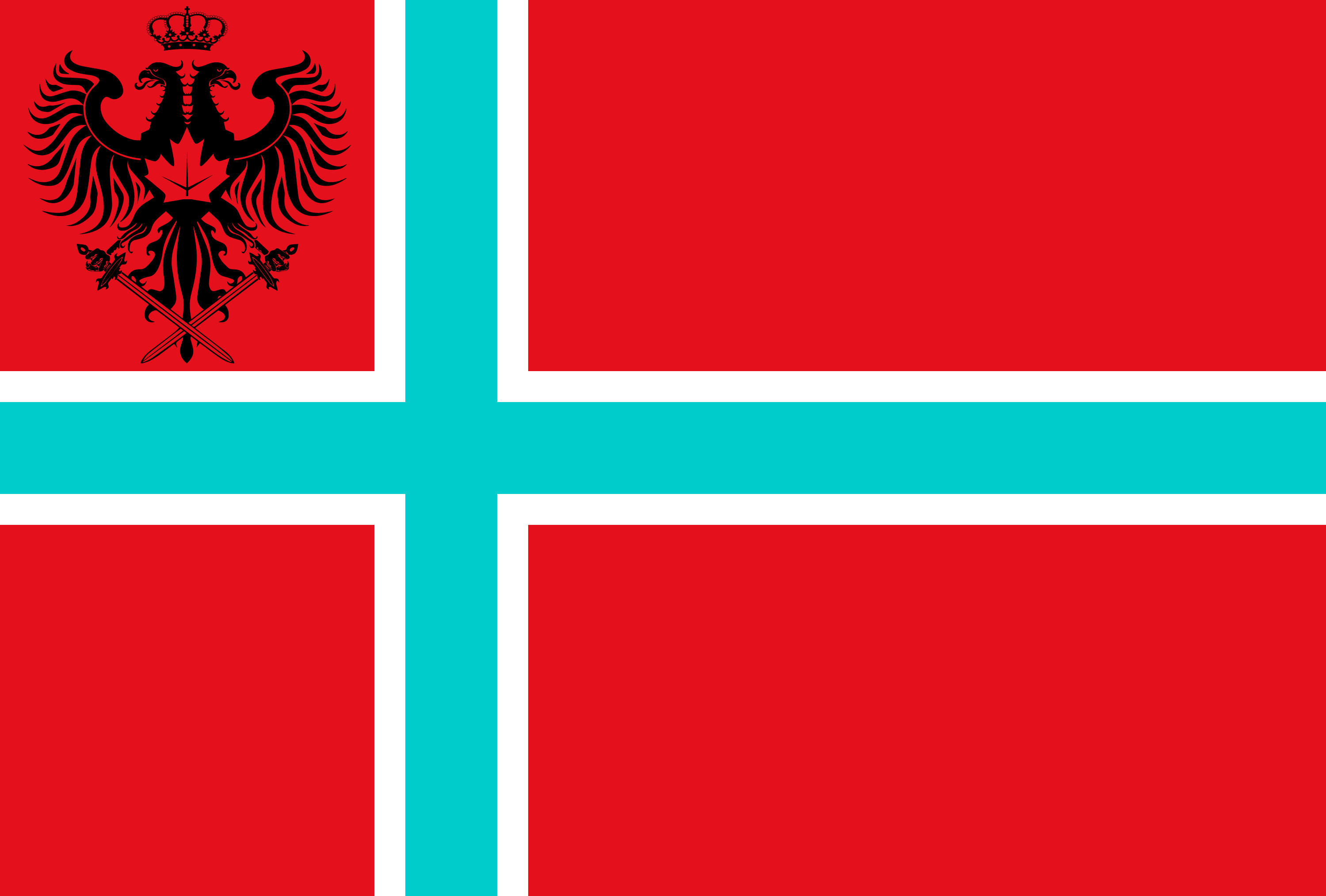
Cờ của Vikesland (vi quốc gia)
Cờ của Volyn Oblast, Ukraine
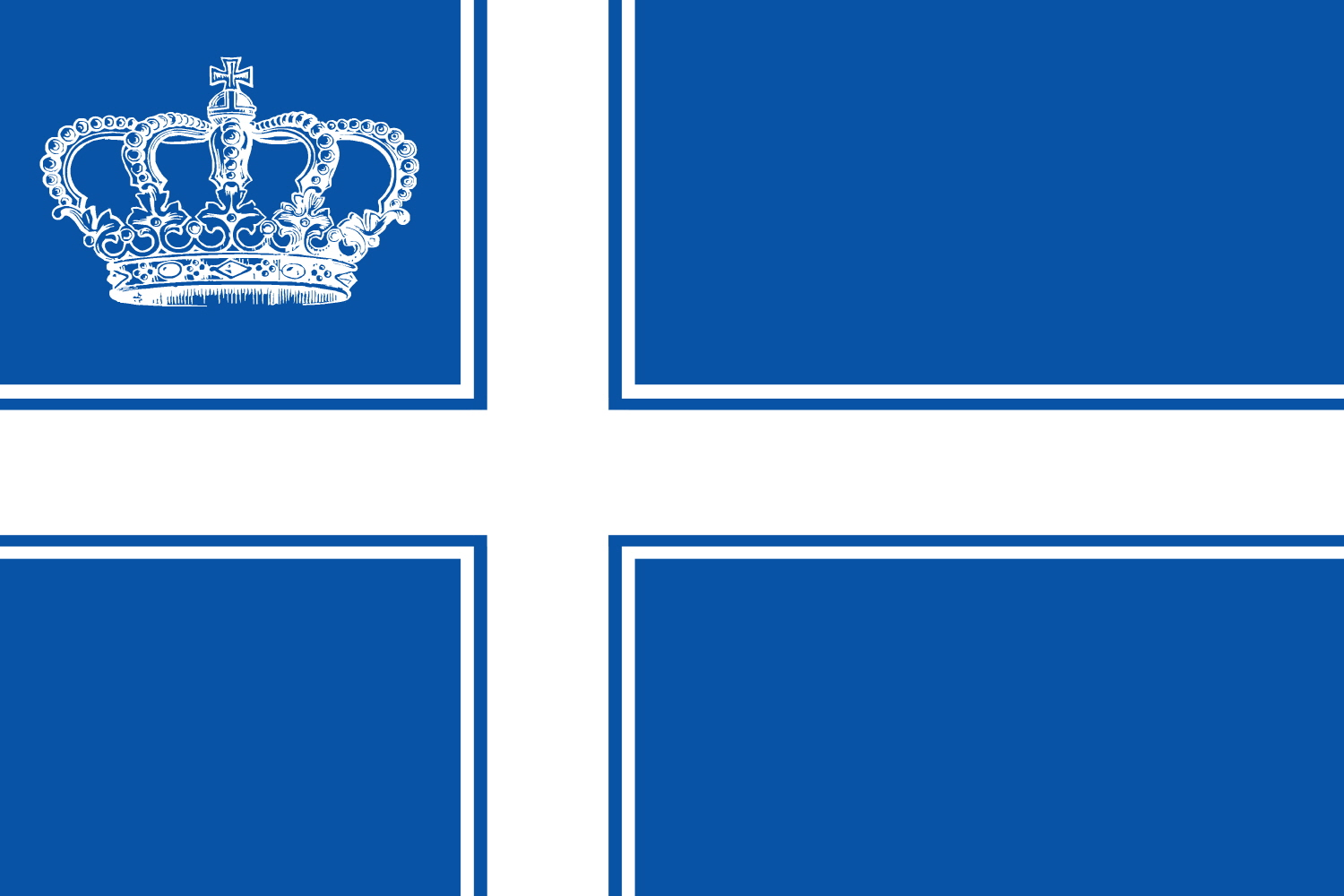
Cờ của Westarctica (vi quốc gia)

## Cờ dân tộc thiểu số

Cờ không chính thức của người Ingria, thiết kế năm 1919[12][13]
Cờ của người Veps từ 1992, thiết kế bởi Vitaly Dobrynin. Giai đoạn 2000-2005 được sử dụng làm lá cờ chính thức của khu tự trị Veps ở Karelia thuộc Nga
Cờ chính thức trong quá khứ của Đông Karelia, thiết kế bởi Akseli Gallen-Kallela.
Cờ của vùng nói tiếng Phần Lan ở Thụy Điển (1918)[14][15]
Đề xuất cờ của Frisia (2006)[16]
Cờ của người Mi'kmaq, Canada (phiên bản nằm ngang)
Cờ của Normandy
Cờ của Setos
"Cờ Vinnland", sử dụng bởi ban nhạc Hoa Kỳ Type O Negative